# Iberoamérica
Iberoamérica o América Ibérica (Ibero-América en portugués) es un término formado a partir de las palabras Iberia y América para designar el conjunto de territorios de América donde se hablan lenguas iberorromances. Iberoamérica constituye una de las regiones lingüísticas más grandes y culturalmente más cohesionadas del mundo.
Su ámbito tiene una vertiente geográfica y otra cultural. El Diccionario panhispánico de dudas define Iberoamérica como la región integrada por las naciones americanas que pertenecieron como virreinatos y provincias a los antiguos imperios ibéricos español y portugués. Según esta definición, Iberoamérica se referiría solo a una región americana. Sin embargo —y aunque su uso real es cada vez menos frecuente—, en la misma entrada, al definir el gentilicio «iberoamericano» se señala que, en ocasiones, dicho gentilicio incluye también lo relativo a España y Portugal como pone en evidencia el ejemplo ilustrativo empleado «poesía iberoamericana», con un sentido de comunidad cultural. Igualmente, la última edición del Diccionario de la lengua española (2014) sigue incluyendo en una de las definiciones del gentilicio a España y Portugal.
Por otra parte, en los planos político, diplomático, cultural y científico, las Cumbres Iberoamericanas han extendido el alcance del término a Andorra, un país igualmente ibérico cuya lengua oficial es el catalán y que también cuenta con muchos residentes de habla castellana, además de francófonos y lusófonos.

## Precisión léxica

### Relación con las expresiones «Hispanoamérica», «Latinoamérica» y «panamericanismo»
El término Iberoamérica no debe confundirse con los conceptos de Hispanoamérica y Latinoamérica. «Hispanoamérica» es más restrictivo, ya que sólo se refiere a los países de lengua española en América. «Latinoamérica» es más amplio, ya que engloba a los países y regiones de lenguas latinas o de origen latino en América, excepto algunos estados de Estados Unidos y provincias de Canadá con raíces latinas (ejemplo: Nuevo México o Quebec).
El término «América» abarca a todas las poblaciones, culturas y países del continente americano. A razón del debate por el uso de la palabra americano se ha dado la iniciativa de crear la expresión «panamericanismo» y ha sido atribuida a los americanos de origen anglosajón, y principalmente promovido por los EE. UU., a la vez que ha sido combatida por grupos y sectores que denuncian una práctica de dominación sobre el resto de los países americanos.[cita requerida]
Por último, Comunidad Iberoamericana hace referencia clara al espacio bicontinental americano y europeo de países de lenguas española y portuguesa. Una acepción igualmente aceptada y de corte similar es Panibérico, con un significado similar al que la francofonía tiene para la comunidad de países de lengua y cultura francesa.

### Conflicto entre la inclusión o no de los países de la península ibérica dentro del término
Es frecuente en el habla popular el referirse al término Iberoamérica como el conjunto de todas las naciones de habla española y portuguesa en América, mas la palabra en sí no es una palabra compuesta por Iberia + América (ya que de esa forma etimológicamente habría que incluir a todos los países de la península y además de a todos los países americanos, con independencia de su lengua). Es más bien una palabra derivada. Al lexema «América» se le añadió el prefijo «ibero-» que viene a referirse a la parte de América que cumple la condición lingüística de tener como lenguas principales algunas de las lenguas iberorromances, que reciben este nombre por ser lenguas de origen latino que evolucionaron en la península ibérica. Del mismo modo el término «Angloamérica» no incluye países como las islas británicas, Gibraltar o Malta.
Definición del término por la RAE:

Iberoamérica: Nombre que recibe el conjunto de países americanos que formaron parte de los reinos de España y Portugal: «Don Juan Carlos destacó ayer, en la inauguración de la II Conferencia de Justicia Constitucional de Iberoamérica, Portugal y España, que los tribunales constitucionales aseguran la primacía de la Constitución» (País [Esp.] 28.1.98). No debe usarse para referirse exclusivamente a los países americanos de lengua española, caso en que se debe emplear el término Hispanoamérica. Su gentilicio, iberoamericano, se refiere normalmente solo a lo perteneciente o relativo a Iberoamérica, esto es, a los países americanos de lengua española y portuguesa: «Los tiros del festival van, decididamente, por la música española, portuguesa e iberoamericana» (Abc [Esp.] 16.8.96); pero en ocasiones incluye también en su designación lo perteneciente o relativo a España y Portugal: «José Hierro obtuvo ayer el IV premio Reina Sofía de poesía iberoamericana» (Vanguardia [Esp.] 2.6.95).
Diccionario panhispánico de dudas.

Igualmente, el diccionario de la RAE recoge como una de las definiciones del gentilicio lo perteneciente o relativo a Iberoamérica, España y Portugal, si bien otras definiciones excluyen a España y Portugal. De esas definiciones se deduce que el término Iberoamérica solo incluye al continente americano, excluyendo a España y Portugal, y solo el uso del gentilicio en algunas ocasiones recoge lo perteneciente o relativo también a España y Portugal. No obstante, política y culturalmente la Secretaría General Iberoamericana usa el término Iberoamérica haciendo referencia a los países del continente americano con lengua hispana o portuguesa junto con los países de la península ibérica que comparten cultura, incluyendo también a Andorra. Por tanto, la inclusión o no de los países no americanos depende del contexto en el que se utilice el término.

### Adhesiones y cuestionamientos al término
Diversos sectores[¿cuál?] suelen cuestionar el uso del término Iberoamérica, así como también se encuentran críticos y defensores de otros términos similares que buscan englobar países y comunidades, como Latinoamérica, Hispanoamérica, Las Américas, latinos, hispánicos y otros similares menos frecuentes como Indo-Afro-América, Eurindia, Indoamérica, Europanamericanos, Panamericanos, etc.[cita requerida]
En general las críticas provienen de la influencia estadounidense, interesada en diluir cualquier sentimiento identitario iberoamericano que pueda suponer un peligro a la hegemonía cultural angloamericana, y del hecho de que algunas comunidades y colectivos consideran que el término no los incluye y/o que incluye a comunidades y nacionalidades que no debería incluir.

### Precisiones geográficas
A pesar de que una parte importante del territorio actual de los Estados Unidos alguna vez formó parte del Imperio español o posteriormente del México independiente (el gran territorio original de la Luisiana, la península de la Florida, estados del suroeste y oeste —desde Texas hasta el estado de Washington—) no se considera a este país como parte de Iberoamérica. Esto se debe a que los orígenes histórico-culturales de la clase dirigente Estados Unidos no son hispánicos sino británicos y centroeuropeos, aunque la mayoría de población del sudoeste de Estados Unidos sí lo sea, ya que el racismo institucional y el desprecio por la historia pre-anglosajona sigue muy implantado en dicho país.

## Superficie

### Países de Iberoamérica por superficie
| Clasificación | País                 | The World Factbook (2013) |
| 1             | Brasil               | 8 514 877                 |
| 2             | Argentina            | 2 780 400                 |
| 3             | México               | 1 978 375                 |
| 4             | Perú                 | 1 285 205                 |
| 5             | Colombia             | 1 141 748                 |
| 6             | Bolivia              | 1 100 000                 |
| 7             | Venezuela            | 916 445                   |
| 8             | Chile                | 756 102                   |
| 9             | España               | 505 370                   |
| 10            | Paraguay             | 406 752                   |
| 11            | Ecuador              | 283 561                   |
| 12            | Uruguay              | 176 215                   |
| 13            | Nicaragua            | 130 370                   |
| 14            | Honduras             | 112 090                   |
| 15            | Cuba                 | 110 860                   |
| 16            | Guatemala            | 108 889                   |
| 17            | Portugal             | 92 090                    |
| 18            | Panamá               | 75 517                    |
| 19            | Costa Rica           | 51 100                    |
| 20            | República Dominicana | 48 670                    |
| 21            | El Salvador          | 21 041                    |
| 22            | Puerto Rico          | 13 790                    |
| 23            | Andorra              | 468                       |
|               | Total                | 20 609 935                |

## Demografía

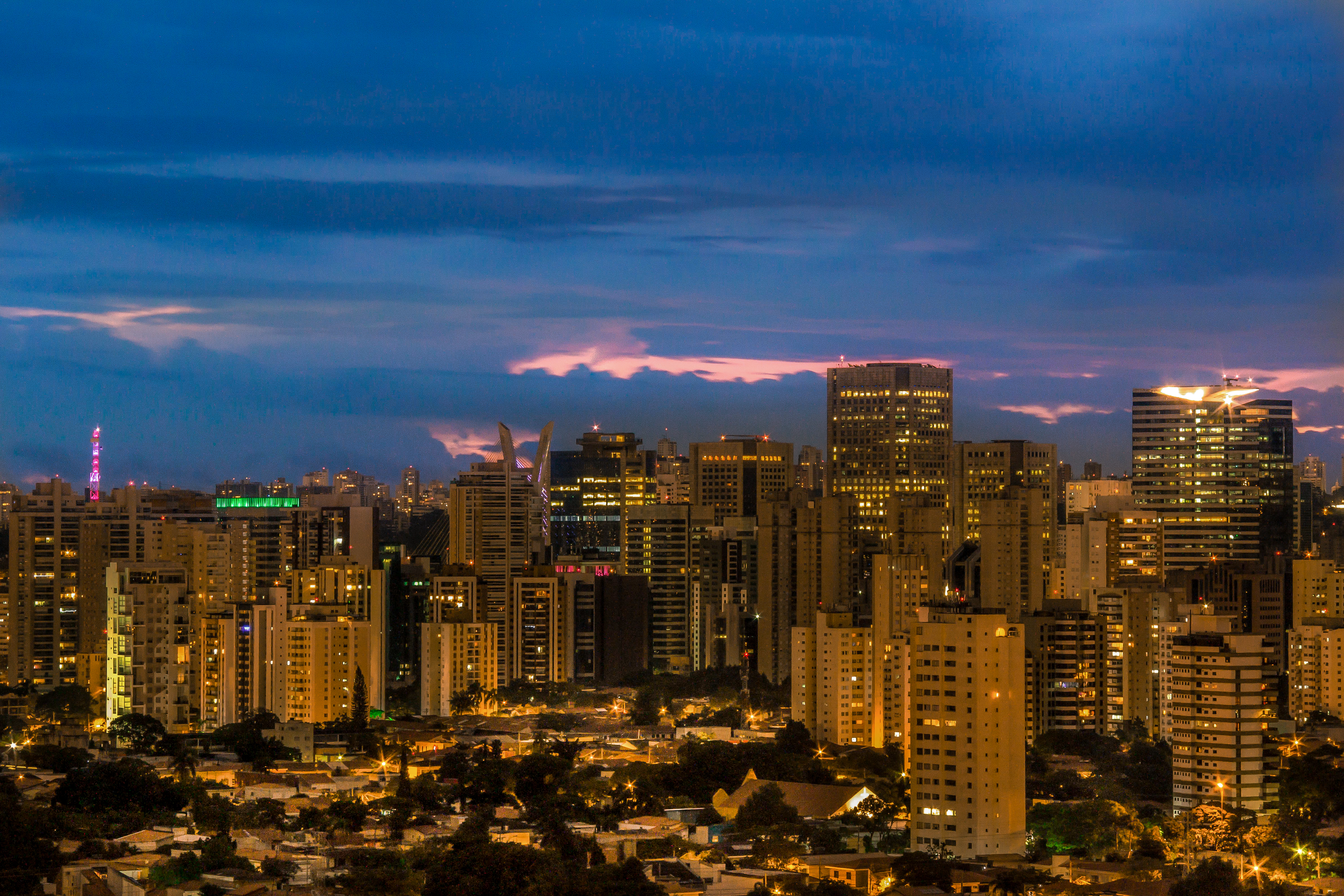
São Paulo, situada en Brasil, es la ciudad de habla portuguesa más grande del mundo.

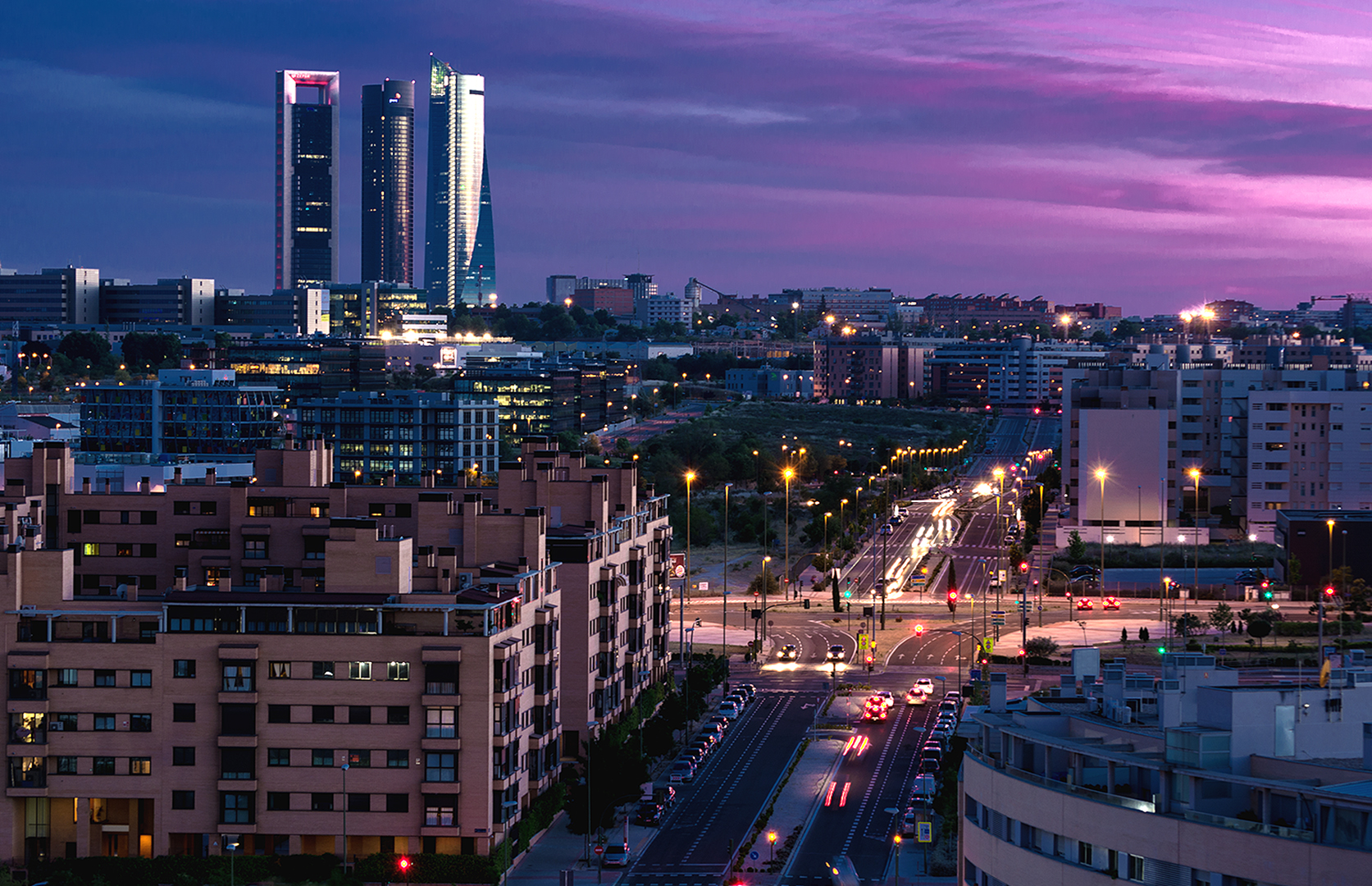
Madrid, capital de España, es la ciudad más grande del país, que concreta la mayor concentración de hispanohablantes en Europa.

### Países de Iberoamérica por población

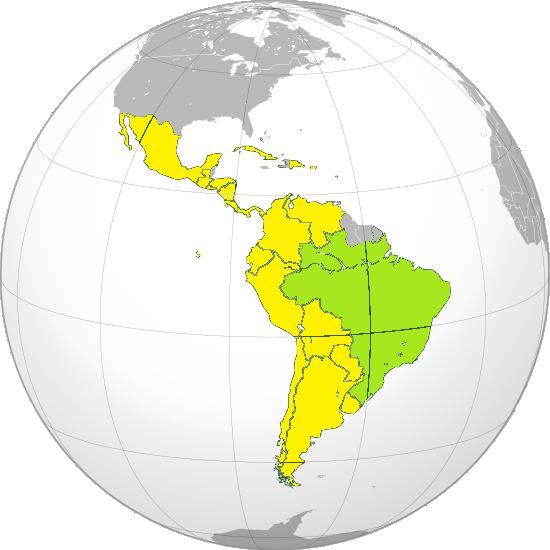
Países de Iberoamérica. En amarillo, los países hispanoparlantes, y en verde, Brasil.

| Clasificación | País                 | The World Factbook (2019) |
| 1             | Brasil               | 211 460 000               |
| 2             | México               | 132 650 000               |
| 3             | Colombia             | 51 049 498                |
| 4             | España               | 48 791 000                |
| 5             | Argentina            | 44 723 000                |
| 6             | Perú                 | 31 100 000                |
| 7             | Venezuela            | 28 830 000                |
| 8             | Chile                | 18 885 000                |
| 9             | Guatemala            | 17 545 000                |
| 10            | Ecuador              | 17 170 000                |
| 11            | Bolivia              | 11 390 000                |
| 12            | Cuba                 | 11 212 000                |
| 13            | República Dominicana | 10 315 000                |
| 14            | Portugal             | 10 252 000                |
| 15            | Honduras             | 9 087 000                 |
| 16            | Paraguay             | 7 104 000                 |
| 17            | El Salvador          | 6 675 000                 |
| 18            | Nicaragua            | 6 296 000                 |
| 19            | Costa Rica           | 5 032 000                 |
| 20            | Panamá               | 4 190 000                 |
| 21            | Uruguay              | 3 912 000                 |
| 22            | Puerto Rico          | 3 270 000                 |
| 23            | Andorra              | 79 000                    |
|               | Total                | 683 184 000               |

### Países de Iberoamérica por índice de desarrollo humano (IDH)
| Desarrollo humano muy alto |                      |       |
| 1                          | España               | 0,904 |
| 2                          | Portugal             | 0,864 |
| 3                          | Chile                | 0,851 |
| 4                          | Argentina            | 0,845 |
| 4                          | Puerto Rico          | 0,845 |
| 6                          | Uruguay              | 0,817 |
| 7                          | Panamá               | 0,815 |
| 8                          | Costa Rica           | 0,810 |
| Desarrollo humano alto     |                      |       |
| 9                          | Cuba                 | 0,783 |
| 10                         | México               | 0,779 |
| 11                         | Perú                 | 0,777 |
| 12                         | Colombia             | 0,767 |
| 13                         | Brasil               | 0,765 |
| 14                         | Ecuador              | 0,759 |
| 15                         | República Dominicana | 0,756 |
| 16                         | Paraguay             | 0,728 |
| 17                         | Bolivia              | 0,718 |
| 18                         | Venezuela            | 0,711 |
| Desarrollo humano medio    |                      |       |
| 19                         | El Salvador          | 0,673 |
| 20                         | Guatemala            | 0,663 |
| 21                         | Nicaragua            | 0,660 |
| 22                         | Honduras             | 0,634 |

## Idiomas de Iberoamérica
Los idiomas predominantes y que definen Iberoamérica según el Diccionario panhispánico de dudas son el español y el portugués. Sin embargo, dentro de estos territorios existen una multitud de otras lenguas, algunas reconocidas oficialmente y otras no reconocidas. Las lenguas demográficamente más importantes entre estas son:
- Aimara (Argentina, Bolivia, Chile y Perú)
- Guaraní (Argentina, Bolivia, Brasil y Paraguay)
- Lenguas Mayas (Guatemala, Honduras y México)
- Mapudungún (Argentina y Chile)
- Náhuatl (México)
- Náhuat (El Salvador)
- Quechua (Argentina, Bolivia, Chile, Colombia, Ecuador y Perú)
- Rapanui (Chile)
- Catalán (España (Cataluña, Islas Baleares y Valencia) y Andorra)
- Gallego (España (Galicia) Castilla y León (Zamora (Comarca Alta Sanabria, Pedralba de la Pradería), León (El Bierzo), Asturias (Comarca del Eo-Navia), Extremadura En tres municipios cacereños, fronterizos con Portugal, del valle de Jálama (Valverde del Fresno, Eljas y San Martín de Trevejo) se habla fala (lengua propia mezcla de gallego, español, portugués y asturleonés))
- Euskera (España (En las tres provincias del País Vasco (Álava, Vizcaya y Guipúzcoa), en la Comunidad Foral de Navarra, en el enclave de Treviño y Comarca Comarca del Ebro (Castilla y León), en el Valle de Villaverde (Cantabria)) y Rioja Alta (La Rioja))
- Wayuunaiki (Colombia y Venezuela)

### El español como lengua oficial
| País                 | Cantidad    | Véase también                          |
| -------------------- | ----------- | -------------------------------------- |
| México               | 122 540 000 | Idioma español en México               |
| Colombia             | 50 539 003  | Idioma español en Colombia             |
| España               | 47 265 321  | Idioma español en España               |
| Argentina            | 43 131 966  | Idioma español en Argentina            |
| Venezuela            | 33 405 000  | Idioma español en Venezuela            |
| Perú                 | 30 379 500  | Idioma español en el Perú              |
| Chile                | 17 194 275  | Idioma español en Chile                |
| Ecuador              | 16 298 217  | Idioma español en Ecuador              |
| Guatemala            | 15 773 517  | Idioma español en Guatemala            |
| Cuba                 | 11 285 000  | Idioma español en Cuba                 |
| Bolivia              | 10 389 913  | Idioma español en Bolivia              |
| República Dominicana | 10 220 793  | Idioma español en República Dominicana |
| Honduras             | 8 285 449   | Idioma español en Honduras             |
| El Salvador          | 7 185 000   | Idioma español en El Salvador          |
| Paraguay             | 6 649 000   | Idioma español en Paraguay             |
| Nicaragua            | 6 100 000   | Idioma español en Nicaragua            |
| Costa Rica           | 4 549 904   | Idioma español en Costa Rica           |
| Puerto Rico          | 4 017 000   | Idioma español en Puerto Rico          |
| Panamá               | 3 454 000   | Idioma español en Panamá               |
| Uruguay              | 3 442 000   | Idioma español en Uruguay              |

### El portugués como lengua oficial
| País     | Cantidad    | Véase también         |
| -------- | ----------- | --------------------- |
| Brasil   | 198 700 000 | Portugués brasileño   |
| Portugal | 10 352 000  | Portugués de Portugal |

## Cumbre Iberoamericana

Países participantes en la Cumbre Iberoamericana
Miembros de pleno derecho en América
Miembros de pleno derecho en Europa
Países que han solicitado su ingreso
Miembros asociados
Países que podrían ingresar

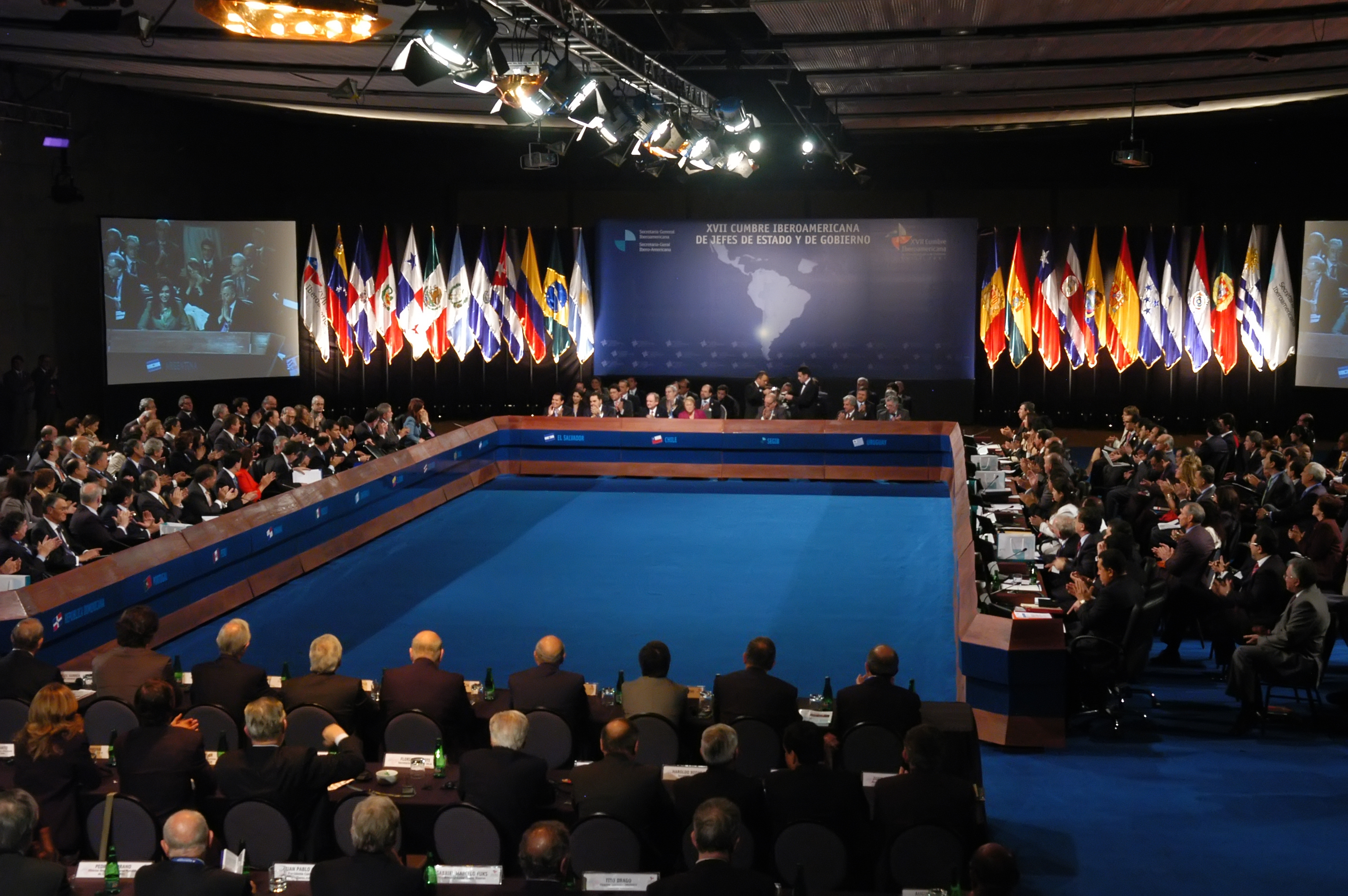
La Cumbre Iberoamericana, en Santiago de Chile, 2007.

Desde 1991, se ha realizado anualmente la Cumbre Iberoamericana. En esta conferencia participan diecinueve países de Iberoamérica —Argentina, Bolivia, Brasil, Chile, Colombia, Costa Rica, Cuba, Ecuador, El Salvador, Guatemala, Honduras, México, Nicaragua, Panamá, Perú, Paraguay, República Dominicana, Uruguay y Venezuela—, además de los tres de la península ibérica —Andorra, España y Portugal—.
Bélgica, Filipinas, Francia, Guinea Ecuatorial, Haití, Italia, Marruecos y los Países Bajos participan como Miembros Asociados. Puerto Rico ha solicitado su inclusión en el proceso de cumbres iberoamericanas, pero la ausencia de una manifestación concreta sobre el asunto por parte de los Estados Unidos lo ha impedido.[cita requerida]
Las Cumbres Iberoamericanas más recientes se han desarrollado en 2006 en Montevideo, Uruguay; 2007 en Santiago de Chile (que pasará a los anales de la historia por el «¿Por qué no te callas?» del Rey de España a Hugo Chávez); 2008, que tuvo lugar en El Salvador entre el 29 de octubre y el 31 del mismo mes; y la ocurrida en la ciudad de Cádiz (Andalucía, España) entre el 16 y el 17 de noviembre de 2012 que coincidió con el bicentenario de la Constitución de 1812.
Además, otros países que fueron antiguamente colonias españolas y portuguesas en África, Asia y Europa, como Angola, Guinea-Bisáu, Mozambique, República Árabe Saharaui Democrática y Timor Oriental, han solicitado formar parte de esta cumbre.

## La Organización de Estados Iberoamericanos
La Organización de Estados Iberoamericanos para la Educación, la Ciencia y la Cultura (OEI), es un organismo internacional de carácter intergubernamental para la cooperación entre los países iberoamericanos en el campo de la educación, la ciencia, la tecnología y la cultura en el contexto del desarrollo integral, la democracia y la integración regional.
La sede central de su secretaría general reside en la ciudad de Madrid, España, y cuenta con oficinas regionales en Argentina, Bolivia, Brasil, Chile, Colombia, Costa Rica, Ecuador, El Salvador, Guatemala, Honduras, México, Nicaragua, Panamá, Paraguay, Perú, Portugal, República Dominicana y Uruguay. Los idiomas oficiales del organismo son el español y el portugués.
Actualmente son países miembros de la organización como Andorra, Argentina, Bolivia, Brasil, Chile, Colombia, Costa Rica, Cuba, Ecuador, El Salvador, España, Guatemala, Guinea Ecuatorial, Honduras, México, Nicaragua, Panamá, Paraguay, Perú, Portugal, República Dominicana, Uruguay y Venezuela. Además la OEI tiene 7 países observadores, que son: Angola, Cabo Verde, Guinea-Bisáu, Luxemburgo, Mozambique, Santo Tomé y Príncipe y Timor Oriental y 3 organismos observadores: la Comunidad de Países de Lengua Portuguesa (CPLP), el Sistema de la Integración Centroamericana (SICA) y la Fundación EU-LAC. Filipinas y Puerto Rico no son miembros de la OEI, aunque si han tenido un acercamiento para participar de manera voluntaria en las actividades y programas realizados por el organismo, como en el Programa Iberarchivos.